# Lista de entomólogos
Esta é uma lista de entomólogos, cientistas que estudam insetos:
| Nome                                                     | Nascido | Falecido | País                                     | Especialidade                                           |
| -------------------------------------------------------- | ------- | -------- | ---------------------------------------- | ------------------------------------------------------- |
| Vladimir Balthasar                                       | 1897    | 1978     | Hungria                                  | Besouros                                                |
| Lajos Abafi                                              | 1840    | 1909     | Hungria                                  | Lepidoptera                                             |
| John Abbot                                               | 1751    | 1840     | Estados Unidos                           |                                                         |
| Camillo Acqua                                            | 1863    | 1936     | Itália                                   | Sericultura                                             |
| Tsunamitsu Adachi                                        | 1901    | 1981     | Japão                                    | Coleoptera                                              |
| Adam Afzelius                                            | 1750    | 1837     | Suécia                                   |                                                         |
| Louis Agassiz                                            | 1807    | 1873     | Suíça / Estados Unidos                   | Coleoptera                                              |
| John Merton Aldrich                                      | 1866    | 1934     | Estados Unidos                           | Diptera                                                 |
| Ulisse Aldrovandi                                        | 1522    | 1605     | Itália                                   |                                                         |
| Charles Paul Alexander                                   | 1889    | 1981     | Estados Unidos                           | Diptera                                                 |
| Wilfred Backhouse Alexander                              | 1885    | 1965     | Reino Unido                              |                                                         |
| Anastase Alfieri                                         | 1892    | 1971     | Itália                                   | Coleoptera                                              |
| Ernest Allard                                            | 1820    | 1900     | França                                   | Coleoptera                                              |
| Vincent Allard                                           | 1921    | 1994     | Bélgica                                  | Coleoptera, Cetoniinae                                  |
| Anthony Adrian Allen                                     | 1913    | 2010     | Reino Unido                              | Coleoptera                                              |
| Harry W. Allen                                           | 1892    | 1981     | Estados Unidos                           |                                                         |
| Charles A. Alluaud                                       | 1861    | 1949     | França                                   |                                                         |
| Emmanuel Babatunde Alo                                   | 1950    |          | Nigeria                                  |                                                         |
| Carlo Alzona                                             | 1881    | 1961     | ItáliaFrança                             | Coleoptera                                              |
| Harry Brailovsky Alperowits                              | 1946    |          | México                                   | Hemiptera                                               |
| William de Alwis                                         | 1842    | 1916     | Sri Lanka                                | Lepidoptera                                             |
| Charles Jean-Baptiste Amyot                              | 1799    | 1866     | França                                   | Hemiptera                                               |
| César Marie Félix Ancey                                  | 1860    | 1906     | França                                   | Hemiptera                                               |
| Félix Jean Marie Louis Ancey                             | 1835    | 1919     | França                                   | Coleoptera, Hymenoptera                                 |
| Alfredo Andreini                                         | 1870    | 1943     | Itália                                   |                                                         |
| Charles S. Apperson                                      |         |          | Estados Unidos                           | Vetores, como Parasitiformes e Diptera                  |
| Ross H. Arnett Jr.                                       | 1919    | 1999     | Estados Unidos                           | Coleoptera                                              |
| Johan Emil Aro                                           | 1874    | 1928     | Finland                                  | Ephemeroptera                                           |
| Gilbert John Arrow                                       | 1873    | 1948     | Reino Unido                              | Coleoptera                                              |
| William Harris Ashmead                                   | 1855    | 1905     | Estados Unidos                           | Hymenoptera                                             |
| E. C. M. d'Assis-Fonseca                                 | 1899    | 1993     | Reino Unido                              | Diptera                                                 |
| Edwin Felix Thomas Atkinson                              | 1840    | 1890     | Irlanda                                  | Hemiptera                                               |
| William Stephen Atkinson                                 | 1820    | 1876     | Índia                                    | Lepidoptera                                             |
| Charles Nicholas Aubé                                    | 1802    | 1869     | França                                   | Coleoptera                                              |
| Jean Guillaume Audinet-Serville                          | 1775    | 1858     | França                                   | Orthoptera                                              |
| Jean Victoire Audouin                                    | 1797    | 1841     | França                                   |                                                         |
| Per Olof Christopher Aurivillius                         | 1843    | 1928     | Suécia                                   | Coleoptera, Lepidoptera                                 |
| Jules Léon Austaut                                       | 1844    | 1929     | França                                   | Lepidoptera                                             |
| Ernest Edward Austen                                     | 1867    | 1938     | Reino Unido                              | Diptera, Hymenoptera                                    |
| Andrey Avinoff                                           | 1884    | 1949     | Ukraine / Estados Unidos                 | Lepidoptera                                             |
| André Badonnel                                           | 1898    | 1991     | França                                   | Psocoptera                                              |
| Francisco E. Baisas                                      | 1896    | 1973     | Filipinas                                |                                                         |
| Alfred Balachowsky                                       | 1901    | 1983     | Rússia / França                          | Hemiptera, Coleoptera                                   |
| Mary Ball (naturalist)                                   | 1812    | 1892     | Irlanda                                  | Odonata, Hemiptera                                      |
| Joseph Sugar Baly                                        | 1816    | 1890     | Reino Unido                              | Coleoptera                                              |
| John Banister                                            | 1650    | 1692     | Reino Unido                              |                                                         |
| Nathan Banks                                             | 1868    | 1953     | Estados Unidos                           | Neuroptera, Megaloptera, Hymenoptera                    |
| Constant Bar                                             | 1817    | 1884     | França                                   |                                                         |
| Herbert Spencer Barber                                   | 1882    | 1950     | Estados Unidos                           |                                                         |
| Max Barclay                                              |         |          | Reino Unido                              | Coleoptera                                              |
| Philip James Barraud                                     | 1879    | 1948     | Reino Unido                              | Diptera                                                 |
| Edward M. Barrows                                        | 1946    |          | Estados Unidos                           | Xylocopa virginica                                      |
| Eugène Barthe                                            | 1862    | 1945     | França                                   | Coleoptera                                              |
| Agostino Bassi                                           | 1773    | 1856     | Itália                                   |                                                         |
| Henry Walter Bates                                       | 1825    | 1892     | Reino Unido                              |                                                         |
| Marston Bates                                            | 1906    | 1974     | Estados Unidos                           | Diptera                                                 |
| Palisot de Beauvois                                      | 1752    | 1820     | França                                   |                                                         |
| Roger A. Beaver                                          |         |          | Reino Unido                              |                                                         |
| Eduard Becher                                            | 1856    | 1886     | Áustria                                  | Diptera                                                 |
| Theodor Becker                                           | 1840    | 1928     | Alemanha                                 | Diptera                                                 |
| Ernest Marie Louis Bedel                                 | 1849    | 1922     | França                                   | Coleoptera                                              |
| Jacqueline Beggs                                         | 1962    |          | Nova Zelândia                            |                                                         |
| Louis Beguin-Billecocq                                   | 1865    | 1957     | França                                   | Coleoptera                                              |
| Hans Hermann Behr                                        | 1818    | 1904     | Alemanha / Estados Unidos                | Lepidoptera                                             |
| Bryan Patrick Beirne                                     | 1918    | 1998     | Irlanda                                  | Lepidoptera, Hymenoptera                                |
| Gustav Wilhelm Belfrage                                  | 1834    | 1882     | Estados Unidos                           |                                                         |
| John N. Belkin                                           | 1913    | 1980     | Estados Unidos                           |                                                         |
| Luigi Bellardi                                           | 1859    | 1889     | Itália                                   | Diptera                                                 |
| Joseph Charles Bequaert                                  | 1886    | 1982     | Bélgica                                  | Diptera                                                 |
| May Berenbaum                                            | 1953    |          | Estados Unidos                           |                                                         |
| Julius von Bergenstamm                                   | 1837    | 1896     | Áustria                                  | Diptera                                                 |
| Georges Bernardi                                         | 1922    | 1999     | França                                   | Lepidoptera, Pieridae                                   |
| Mario Bezzi                                              | 1868    | 1927     | Itália                                   | Diptera                                                 |
| Czesław Bieżanko                                         | 1895    | 1985     | Poland                                   | Lepidoptera                                             |
| George Carter Bignell                                    | 1826    | 1910     | Reino Unido                              | Lepidoptera, Hymenoptera (principalmente Ichneumonidae) |
| Jacques-Marie-Frangile Bigot                             | 1818    | 1893     | França                                   | Diptera                                                 |
| Gustaf Johan Billberg                                    | 1772    | 1844     | Suécia                                   |                                                         |
| Charles Thomas Bingham                                   | 1848    | 1908     | Irlanda                                  | Hymenoptera                                             |
| Thomas Blackburn                                         | 1844    | 1912     | Reino Unido / Hawaii / Austrália         | Coleoptera                                              |
| Maulsby Willett Blackman                                 | 1876    | 1943     | Estados Unidos                           |                                                         |
| Richard E. Blackwelder                                   | 1909    | 2001     | Estados Unidos                           |                                                         |
| Doris Holmes Blake                                       | 1892    | 1978     | Estados Unidos                           |                                                         |
| Émile Blanchard                                          | 1819    | 1900     | França                                   |                                                         |
| Willis Blatchley                                         | 1859    | 1940     | Estados Unidos                           | Coleoptera, Ortoptera, Hemiptera                        |
| Murray S. Blum                                           | 1929    |          | Estados Unidos                           | Formicidae                                              |
| Carl Henrik Boheman                                      | 1796    | 1868     | Suécia                                   | Coleoptera                                              |
| Jean Baptiste Boisduval                                  | 1799    | 1879     | França                                   | Lepidoptera                                             |
| Ignacio Bolívar                                          | 1850    | 1944     | Spain                                    |                                                         |
| Cándido Bolívar Pieltain                                 | 1897    | 1976     | Spain                                    | Lepidoptera                                             |
| Ernst Boll                                               | 1817    | 1868     | Alemanha                                 | Lepidoptera                                             |
| Barry Bolton                                             |         |          | Reino Unido                              | Formicidae                                              |
| Franco Andrea Bonelli                                    | 1784    | 1830     | Itália                                   | Coleoptera                                              |
| Charles Bonnet                                           | 1720    | 1793     | Suíça                                    |                                                         |
| George Bornemissza                                       | 1924    | 2014     | Austrália                                | Coleoptera                                              |
| Carl Julius Bernhard Börner                              | 1880    | 1953     | Alemanha                                 | Collembola                                              |
| Nérée Boubée                                             | 1806    | 1863     | França                                   | Lepidoptera, Coleoptera                                 |
| Peter Friedrich Bouché                                   | 1785    | 1856     | Alemanha                                 | Diptera                                                 |
| Jean Bourgogne                                           | 1903    | 1999     | França                                   | Lepidoptera, Psychidae                                  |
| Eugène Louis Bouvier                                     | 1856    | 1944     | França                                   |                                                         |
| James Henry Bowker                                       | 1822    | 1900     | South Africa                             | Lepidopters                                             |
| Hazel Branch                                             | 1886    | 1973     | Estados Unidos                           |                                                         |
| Nikolaus Joseph Brahm                                    | 1751    | 1812     | Alemanha                                 |                                                         |
| Karel Brančik                                            | 1842    | 1915     | Hungria                                  | Coleoptera                                              |
| Rick Brandenburg                                         | 1955    |          | Estados Unidos                           |                                                         |
| Friedrich Moritz Brauer                                  | 1832    | 1904     | Áustria                                  | Diptera, Neuroptera                                     |
| Annette Franças Braun                                    | 1884    | 1978     | Estados Unidos                           |                                                         |
| Ferdinando Arborio Gattinara di Breme                    | 1807    | 1869     | Itália                                   | Diptera, Coleoptera                                     |
| Otto Vasilievich Bremer                                  |         | 1873     | Rússia                                   |                                                         |
| Juan Brèthes                                             | 1871    | 1928     | França / Argentina                       |                                                         |
| Stephan von Breuning                                     | 1894    | 1983     | Alemanha                                 | Coleoptera, Cerambycidae, Lamiinae                      |
| Carl Gustav Alexander Brischke                           | 1814    | 1897     | Poland                                   | Diptera, Hymenoptera                                    |
| Steve Brooks                                             |         |          | Reino Unido                              | Chironomidae, Odonata                                   |
| Georges Brossard                                         | 1940    | 2019     | Canada                                   |                                                         |
| François-Robert Fenwick Brown                            | 1837    | 1915     | França                                   | Lepidoptera                                             |
| Emil von Brück                                           | 1807    | 1884     | Alemanha                                 | Coleoptera                                              |
| Charles Thomas Brues                                     | 1879    | 1955     | Estados Unidos                           | Diptera, Hymenoptera                                    |
| Enrico Brunetti                                          | 1862    | 1927     | Reino Unido                              | Diptera                                                 |
| Felix Bryk                                               | 1882    | 1957     | Suécia                                   | Lepidoptera                                             |
| Lee L. Buchanan                                          | 1893    | 1958     | Estados Unidos                           |                                                         |
| William Buckler                                          | 1814    | 1884     | Reino Unido                              | Lepidoptera                                             |
| Jean Baptiste Lucien Buquet                              | 1807    | 1889     | França                                   | Coleoptera                                              |
| Ivan Buresh                                              | 1885    | 1980     | Bulgaria                                 |                                                         |
| Barnard D. Burks                                         | 1909    | 1990     | Estados Unidos                           |                                                         |
| Hermann Burmeister                                       | 1807    | 1892     | Alemanha                                 |                                                         |
| John Burns                                               |         |          | Estados Unidos                           | Lepidoptera                                             |
| Arthur Gardiner Butler                                   | 1844    | 1925     | Reino Unido                              |                                                         |
| Edward Albert Butler                                     | 1845    | 1925     | Reino Unido                              | Hemiptera                                               |
| Kurt Büttner                                             | 1881    | 1967     | Alemanha                                 | Heteroptera                                             |
| Elsa Salazar Cade                                        | 1952    |          | México / Estados Unidos                  |                                                         |
| William H. Cade                                          |         |          | Estados Unidos                           |                                                         |
| Philip Powell Calvert                                    | 1871    | 1961     | Estados Unidos                           | Odonata                                                 |
| Malcolm Cameron                                          | 1873    | 1954     | Reino Unido                              | Coleoptera                                              |
| Peter Cameron                                            | 1847    | 1912     | Reino Unido                              | Hymenoptera                                             |
| Giulio Camus                                             | 1847    | 1914     | França                                   | História económica de entomologia                       |
| Ernest Candèze                                           | 1827    | 1898     | Bélgica                                  | Coleoptera                                              |
| Silvano Canzoneri                                        | 1941    | 1995     | Itália                                   | Coleoptera, Diptera                                     |
| Pierre Capdeville                                        | 1908    | 1980     | França                                   | Lepidoptera, Parnassiinae                               |
| Hahn William Capps                                       | 1903    | 1998     | Estados Unidos                           |                                                         |
| Jean-Baptiste Capronnier                                 | 1814    | 1891     | Bélgica                                  | Lepidoptera                                             |
| Frank M. Carpenter                                       | 1902    | 1994     | Estados Unidos                           |                                                         |
| Herbert James Carter                                     | 1858    | 1940     | Austrália                                |                                                         |
| Thomas Lincoln Casey Jr.                                 | 1857    | 1925     | Estados Unidos                           | Coleoptera                                              |
| Guelfo Cavanna                                           | 1850    | 1920     | Itália                                   | All orders                                              |
| George Charles Champion                                  | 1851    | 1927     | Reino Unido                              | Coleoptera                                              |
| Edward Albert Chapin                                     | 1894    | 1969     | Estados Unidos                           |                                                         |
| Donald d'Emmerez de Charmoy                              | 1906    | 1979     | Maurícia                                 |                                                         |
| Toussaint de Charpentier                                 | 1779    | 1847     | Alemanha                                 |                                                         |
| Jean-Baptiste Eugène Bellier de la Chavignerie           | 1844    | 1888     | França                                   | Lepidoptera                                             |
| Lucy Evelyn Cheesman                                     | 1881    | 1969     | Reino Unido                              |                                                         |
| Louis Alexandre Auguste Chevrolat                        | 1799    | 1884     | França                                   | Coleoptera                                              |
| Huai C. Chiang                                           | 1915    | 2005     | Estados Unidos                           | Gestão integrada de pestes                              |
| Rickard Christophers                                     | 1873    | 1978     | Reino Unido                              | Diptera                                                 |
| Joseph Philippe de Clairville                            | 1742    | 1830     | Suíça                                    |                                                         |
| Benjamin Preston Clark                                   | 1860    | 1939     | Estados Unidos                           | Lepidoptera                                             |
| Hamlet Clark                                             | 1823    | 1867     | Reino Unido                              | Coleoptera                                              |
| Cyril Clarke                                             | 1907    | 2000     | Reino Unido                              | Lepidoptera                                             |
| Eric William Classey                                     | 1916    | 2008     | Reino Unido                              | Lepidoptera, entomological publisher                    |
| James Brackenridge Clemens                               | 1825    | 1867     | Estados Unidos                           | Lepidoptera                                             |
| Carl Alexander Clerck                                    | 1709    | 1765     | Suécia                                   | Lepidoptera                                             |
| Theodore Dru Alison Cockerell                            | 1866    | 1948     | Estados Unidos                           | Hymenoptera                                             |
| James Edward Collin                                      | 1876    | 1968     | Reino Unido                              | Diptera                                                 |
| John Henry Comstock                                      | 1849    | 1931     | Estados Unidos                           |                                                         |
| Daniel William Coquillett                                | 1856    | 1911     | Estados Unidos                           | Diptera                                                 |
| Matthew Cooke                                            | 1829    | 1887     | Irlanda                                  | Entomologia económica                                   |
| Charles Coquerel                                         | 1822    | 1867     | França                                   |                                                         |
| Philip S. Corbet                                         | 1929    | 2008     | Reino Unido                              | Insetos aquáticos, especialmente libelinhas             |
| Luis Ceballos y Fernández de Córdoba                     | 1896    | 1967     | Spain                                    | Entomologia florestal, Ichneumonidae                    |
| Emilio Cornalia                                          | 1824    | 1882     | Itália                                   |                                                         |
| Achille Costa                                            | 1823    | 1899     | Itália                                   |                                                         |
| Oronzio Gabriele Costa                                   | 1787    | 1867     | Itália                                   |                                                         |
| Everard Charles Cotes                                    | 1862    | 1944     | Reino Unido / Índia                      |                                                         |
| John Cowley                                              | 1909    | 1967     | Reino Unido                              |                                                         |
| George Crabbe                                            | 1754    | 1832     | Reino Unido                              | Coleoptera                                              |
| Pieter Cramer                                            | 1738    | 1804     | Países Baixos                            |                                                         |
| William Monod Crawford                                   | 1872    | 1941     | Irlanda                                  | Lepidoptera                                             |
| Ezra Townsend Cresson                                    | 1838    | 1926     | Estados Unidos                           | Hymenoptera                                             |
| Norman Criddle                                           | 1875    | 1933     | Reino Unido / Canada                     |                                                         |
| Roger Ward Crosskey                                      | 1930    | 2017     | Reino Unido                              | Diptera, Hymenoptera                                    |
| George Robert Crotch                                     | 1842    | 1874     | Estados Unidos / Reino Unido             | Coleoptera                                              |
| Philip Crowley                                           | 1837    | 1900     | Inglaterra                               | Lepidoptera                                             |
| Roy Crowson                                              | 1914    | 1999     | Reino Unido                              | Coleoptera                                              |
| Philippe Cuénoud                                         | 1968    |          | Suíça                                    | Psocoptera                                              |
| Charles Howard Curran                                    | 1894    | 1972     | Estados Unidos                           | Diptera                                                 |
| John Curtis                                              | 1791    | 1862     | Reino Unido                              | Coleoptera                                              |
| Leander Czerny                                           | 1859    | 1944     | República Checa                          | Diptera                                                 |
| Anders Gustaf Dahlbom                                    | 1806    | 1859     | Suécia                                   | Hymenoptera                                             |
| James Charles Dale                                       | 1792    | 1872     | Reino Unido                              | Coleoptera                                              |
| Johan Wilhelm Dalman                                     | 1787    | 1828     | Suécia                                   |                                                         |
| Franz Dannehl                                            | 1870    | 1947     | Alemanha                                 | Lepidoptera                                             |
| Louis Gabriel d'Antessanty                               | 1834    | 1922     | França                                   | Hemiptera                                               |
| Charles Darwin                                           | 1809    | 1882     | Reino Unido                              |                                                         |
| Thomas Reid Davys Bell                                   | 1863    | 1948     | Irlanda                                  | Lepidoptera                                             |
| Charles De Geer                                          | 1720    | 1778     | Suécia                                   | Coleoptera                                              |
| Wilhem de Haan                                           | 1801    | 1855     | Países Baixos                            |                                                         |
| Elzéar Abeille de Perrin                                 | 1843    | 1910     | França                                   | Insetos de cavernas                                     |
| José María Hugo de la Fuente Morales                     | 1855    | 1932     | Espanha                                  | Coleoptera                                              |
| François-Louis Laporte, comte de Castelnau               | 1802    | 1880     | França                                   | Coleoptera                                              |
| Pierre François Marie Auguste Dejean                     | 1780    | 1845     | França                                   | Coleoptera                                              |
| Georges Demoulin                                         | 1919    | 1994     | Bélgica                                  | Ephemeroptera                                           |
| Michael Denis                                            | 1729    | 1800     | Áustria                                  | Lepidoptera                                             |
| Robert Denno                                             | 1945    | 2008     | Estados Unidos                           | Lepidoptera                                             |
| Thomas Desvignes                                         | 1812    | 1868     | Inglaterra                               | Hymenoptera                                             |
| Vincent Dethier                                          | 1915    | 1993     | Estados Unidos                           |                                                         |
| Achille Deyrolle                                         | 1813    | 1865     | França                                   | Coleoptera                                              |
| Harry Frederick Dietz                                    | 1890    | 1954     | Estados Unidos                           | Entomologia económica                                   |
| William Lucas Distant                                    | 1845    | 1922     | Reino Unido                              |                                                         |
| Frederick Augustus Dixey                                 | 1855    | 1935     | Reino Unido                              | Lepidoptera                                             |
| Rennie Wilbur Doane                                      | 1871    | 1942     | Estados Unidos                           | Diptera                                                 |
| Theodosius Dobzhansky                                    | 1900    | 1975     | Ukraine / Estados Unidos                 |                                                         |
| Paul Dognin                                              | 1847    | 1931     | França                                   | Lepidoptera                                             |
| William Doherty                                          | 1857    | 1901     | Estados Unidos                           | Lepidoptera                                             |
| Carl August Dohrn                                        | 1806    | 1892     | Alemanha                                 | Coleoptera                                              |
| Horace Donisthorpe                                       | 1870    | 1951     | Reino Unido                              | Coleoptera, Formicidae                                  |
| Charles Donovan                                          | 1863    | 1951     | Irlanda                                  | Lepidoptera                                             |
| Edward Donovan                                           | 1768    | 1837     | Irlanda                                  |                                                         |
| Alcide d'Orbigny                                         | 1802    | 1857     | França                                   |                                                         |
| Edward Doubleday                                         | 1810    | 1849     | Reino Unido                              | Lepidoptera                                             |
| Henry Doubleday                                          | 1808    | 1875     | Reino Unido                              | Lepidoptera                                             |
| John William Douglas                                     | 1814    | 1905     | Reino Unido                              | Lepidoptera                                             |
| Max Wilhelm Karl Draudt                                  | 1875    | 1953     | Alemanha                                 | Lepidoptera                                             |
| Alexander Kirilow Drenowski                              | 1879    | 1967     | Bulgaria                                 |                                                         |
| Herbert Druce                                            | 1846    | 1913     | Reino Unido                              | Lepidoptera                                             |
| Dru Drury                                                | 1725    | 1804     | Reino Unido                              |                                                         |
| Catherine N. Duckett                                     | 1961    |          | Estados Unidos                           | Coleoptera                                              |
| Oswald Duda                                              | 1869    | 1941     | Alemanha                                 | Diptera                                                 |
| Léon Jean Marie Dufour                                   | 1780    | 1865     | França                                   |                                                         |
| Caspar Erasmus Duftschmid                                | 1767    | 1821     | Áustria                                  | Coleoptera                                              |
| Lionel Jack Dumbleton                                    | 1905    | 1976     | Nova Zelândia                            | Lepidoptera                                             |
| André Marie Constant Duméril                             | 1774    | 1860     | França                                   | Coleoptera                                              |
| Philogène Auguste Joseph Duponchel                       | 1774    | 1846     | França                                   | Lepidoptera                                             |
| Henry Dupont                                             | 1798    | 1873     | França                                   | Coleoptera                                              |
| Gabriel Dupuy                                            | 1840    | 1913     | França                                   | Lepidoptera                                             |
| Harrison Gray Dyar Jr.                                   | 1866    | 1929     | Estados Unidos                           | Diptera                                                 |
| Jan Dzierżon                                             | 1811    | 1906     | Poland                                   | Hymenoptera                                             |
| Alfred Edwin Eaton                                       | 1845    | 1929     | Reino Unido                              | Diptera, Ephemeroptera                                  |
| Karl Eckstein                                            | 1859    | 1939     | Alemanha                                 | Lepidoptera                                             |
| Frederick Wallace Edwards                                | 1888    | 1940     | Reino Unido                              | Diptera                                                 |
| Henry Edwards                                            | 1827    | 1891     | Reino Unido / Austrália / Estados Unidos | Lepidoptera                                             |
| J. Gordon Edwards                                        | 1919    | 2004     | Estados Unidos                           |                                                         |
| William Henry Edwards                                    | 1822    | 1909     | Estados Unidos                           | Lepidoptera                                             |
| Johann Egger                                             | 1804    | 1866     | Áustria                                  | Diptera                                                 |
| Georg Dionysius Ehret                                    | 1708    | 1770     | Alemanha                                 |                                                         |
| Paul R. Ehrlich                                          | 1932    |          | Estados Unidos                           | Lepidoptera                                             |
| Curt Eisner                                              | 1890    | 1981     | Alemanha                                 | Lepidoptera                                             |
| Henry John Elwes                                         | 1846    | 1922     | Reino Unido                              | Lepidoptera                                             |
| Alfred E. Emerson, Jr.                                   | 1896    | 1976     | Estados Unidos                           | Isoptera                                                |
| Carlo Emery                                              | 1848    | 1925     | Itália                                   | Hymenoptera                                             |
| Günther Enderlein                                        | 1872    | 1968     | Alemanha                                 | Diptera                                                 |
| Michael S. Engel                                         | 1971    |          | Estados Unidos                           | Zoraptera, Hymenoptera, fossils                         |
| Wilhelm Ferdinand Erichson                               | 1809    | 1848     | Alemanha                                 | Coleoptera                                              |
| Johann Friedrich von Eschscholtz                         | 1793    | 1831     | Estonia                                  |                                                         |
| Eugenius Johann Christoph Esper                          | 1742    | 1810     | Alemanha                                 |                                                         |
| Howard Ensign Evans                                      | 1919    | 2002     | Estados Unidos                           | Hymenoptera                                             |
| William Frederick Evans                                  |         |          | Reino Unido                              | Odonata, Orthoptera                                     |
| William Harry Evans                                      | 1876    | 1956     | Reino Unido                              | Lepidoptera                                             |
| Neal Evenhuis                                            | 1952    |          | Estados Unidos                           | Diptera                                                 |
| Eduard Friedrich Eversmann                               | 1794    | 1860     | Alemanha                                 |                                                         |
| Jean-Henri Fabre                                         | 1823    | 1915     | França                                   |                                                         |
| Johan Christian Fabricius                                | 1745    | 1808     | Dinamarca                                |                                                         |
| Olof Immanuel von Fåhraeus                               | 1796    | 1884     | Suécia                                   | Coleoptera                                              |
| Graham Fairchild                                         | 1906    | 1994     | Estados Unidos                           | Diptera                                                 |
| Léon Fairmaire                                           | 1820    | 1906     | França                                   | Coleoptera                                              |
| Carl Fredrik Fallén                                      | 1764    | 1830     | Suécia                                   | Diptera                                                 |
| Zicman Feider                                            | 1903    | 1979     | Romania                                  |                                                         |
| Baron Cajetan von Felder                                 | 1814    | 1894     | Áustria                                  | Lepidoptera                                             |
| Rudolf Felder                                            | 1842    | 1871     | Áustria                                  | Lepidoptera                                             |
| Ephraim Porter Felt                                      | 1868    | 1943     | Estados Unidos                           | Diptera                                                 |
| Ferdinand I of Bulgaria                                  | 1861    | 1948     | Bulgaria                                 | Lepidoptera                                             |
| Charles H. Fernald                                       | 1838    | 1921     | Estados Unidos                           | Lepidoptera                                             |
| Michael Lloyd Ferrar                                     | 1876    | 1931     | Reino Unido                              | Lepidoptera                                             |
| Pietro Mansueto Ferrari                                  | 1823    | 1893     | Itália                                   | Hemiptera                                               |
| Leopold Heinrich Fischer                                 | 1817    | 1886     | Alemanha                                 |                                                         |
| Asa Fitch                                                | 1809    | 1879     | Estados Unidos                           |                                                         |
| Ernst Josef Fittkau                                      | 1927    | 2012     | Alemanha                                 | Diptera                                                 |
| John Fleming                                             | 1785    | 1857     | Reino Unido                              |                                                         |
| James Fletcher                                           | 1852    | 1908     | Canada                                   |                                                         |
| Thomas Bainbrigge Fletcher                               | 1878    | 1950     | Reino Unido                              |                                                         |
| Gustav Flor                                              | 1829    | 1883     | Estonia (Livonia)                        |                                                         |
| William Trowbridge Merrifield Forbes                     | 1885    | 1968     | Estados Unidos                           | Lepidoptera, Coleoptera                                 |
| E. B. Ford                                               | 1901    | 1988     | Reino Unido                              | Lepidoptera                                             |
| Auguste-Henri Forel                                      | 1848    | 1931     | Suíça                                    | Formicidae                                              |
| Arnold Förster                                           | 1810    | 1884     | Alemanha                                 | Coleoptera, Hymenoptera                                 |
| Johann Reinhold Forster                                  | 1729    | 1798     | Alemanha                                 |                                                         |
| Margaret Fountaine                                       | 1862    | 1940     | Reino Unido                              | Lepidoptera                                             |
| Antoine François, comte de Fourcroy                      | 1755    | 1809     | França                                   |                                                         |
| William Weekes Fowler                                    | 1849    | 1923     | Reino Unido                              | Coleoptera                                              |
| Georg Ritter von Frauenfeld                              | 1807    | 1873     | Áustria                                  | Diptera                                                 |
| Charles French                                           | 1842    | 1933     | Austrália                                | Entomologia económica                                   |
| Heinrich Frey                                            | 1822    | 1890     | Suíça                                    | Lepidoptera                                             |
| Richard Karl Hjalmar Frey                                | 1886    | 1965     | Finland                                  | Diptera                                                 |
| Christian Friedrich Freyer                               | 1794    | 1885     | Alemanha                                 | Lepidoptera                                             |
| Heinrich Friese                                          | 1860    | 1948     | Alemanha                                 |                                                         |
| Karl von Frisch                                          | 1886    | 1982     | Áustria                                  | Hymenoptera (Apis mellifera)                            |
| Imre Frivaldszky                                         | 1799    | 1870     | Hungria                                  | Lepidoptera, Coleoptera                                 |
| Walter Wilson Froggatt                                   | 1858    | 1937     | Austrália                                | Entomologia económica                                   |
| Frederick William Frohawk                                | 1861    | 1946     | Reino Unido                              | Lepidoptera                                             |
| Stuart W. Frost                                          | 1891    | 1990     | Estados Unidos                           | Diptera                                                 |
| Hans Fruhstorfer                                         | 1866    | 1922     | Alemanha                                 | Lepidoptera                                             |
| Johann Kaspar Füssli                                     | 1743    | 1786     | Suíça                                    |                                                         |
| Heinrich Moritz Gaede                                    | 1795    | 1834     | Alemanha                                 |                                                         |
| Max Gaede                                                | 1871    | 1946     | Alemanha                                 |                                                         |
| Charles Joseph Gahan                                     | 1862    | 1939     | Reino Unido / Irlanda                    | Coleoptera                                              |
| Ángel Gallardo                                           | 1867    | 1934     | Argentina                                |                                                         |
| Taiping Gao                                              | 1984    |          | China                                    |                                                         |
| Wulf Gatter                                              | 1943    |          | Alemanha                                 | Syrphidae, Ichneumonidae, Stratiomyidae                 |
| Giuseppe Gené                                            | 1800    | 1847     | Itália                                   |                                                         |
| Étienne Louis Geoffroy                                   | 1725    | 1810     | França                                   | Coleoptera                                              |
| Ernst Friedrich Germar                                   | 1786    | 1853     | Alemanha                                 | Coleoptera                                              |
| Carl Eduard Adolph Gerstaecker                           | 1828    | 1895     | Alemanha                                 |                                                         |
| Paul Gervais                                             | 1816    | 1879     | França                                   |                                                         |
| Michael Thomas Gillies                                   | 1920    | 1999     | Reino Unido                              | Medical entomology                                      |
| Joseph-Étienne Giraud                                    | 1808    | 1877     | França                                   | Coleoptera, Hymenoptera                                 |
| Ernst August Girschner                                   | 1860    | 1914     | Alemanha                                 | Diptera                                                 |
| Johannes von Nepomuk Franz Xaver Gistel                  | 1809    | 1873     | Alemanha                                 |                                                         |
| Eleanor Glanville                                        | 1654    | 1709     | Reino Unido                              | Coleoptera                                              |
| Jean-Baptiste Godart                                     | 1775    | 1825     | França                                   | Lepidoptera                                             |
| Frederick DuCane Godman                                  | 1834    | 1919     | Reino Unido                              | Lepidoptera                                             |
| Jan Goedart                                              | 1620    | 1668     | Países Baixos                            |                                                         |
| Maurice Emile Marie Goetghebuer                          | 1876    | 1962     | Bélgica                                  | Diptera                                                 |
| Johann August Ephraim Goeze                              | 1731    | 1793     | Alemanha                                 |                                                         |
| Gordon Gordh                                             | 1945    |          | Estados Unidos                           |                                                         |
| Deborah M. Gordon                                        | 1955    |          | Estados Unidos                           | Formicidae                                              |
| Hippolyte Louis Gory                                     | 1800    | 1852     | França                                   | Coleoptera                                              |
| William Gould                                            | 1715    | 1799     | Reino Unido                              | Formicidae                                              |
| Claude Charles Goureau                                   | 1790    | 1879     | França                                   |                                                         |
| Eduard Heinrich Graeffe                                  | 1833    | 1916     | Suíça                                    |                                                         |
| Mariano de la Paz Graëlls y de la Aguera                 | 1809    | 1898     | Spain                                    |                                                         |
| Johann Ludwig Christian Gravenhorst                      | 1777    | 1857     | Alemanha                                 |                                                         |
| Philip Graves                                            | 1876    | 1953     | Irlanda                                  | Lepidoptera                                             |
| George Robert Gray                                       | 1808    | 1872     | Reino Unido                              |                                                         |
| Viktor Grebennikov                                       | 1927    | 2001     | Rússia                                   |                                                         |
| Auguste Jean François Grenier                            | 1814    | 1890     | França                                   | Coleoptera                                              |
| Thomas de Grey, 6th Baron Walsingham                     | 1843    | 1919     | Reino Unido                              | Lepidoptera                                             |
| David A. Grimaldi                                        | 1957    |          | Estados Unidos                           | Diptera                                                 |
| Augustus Radcliffe Grote                                 | 1841    | 1903     | Reino Unido                              | Lepidoptera                                             |
| Grigory Grum-Grshimailo                                  | 1860    | 1936     | Rússia                                   | Lepidoptera                                             |
| Achille Guenée                                           | 1809    | 1880     | França                                   | Lepidoptera                                             |
| Félix Édouard Guérin-Méneville                           | 1799    | 1874     | França                                   |                                                         |
| Guido of Pisa                                            |         | 1169     | Itália                                   |                                                         |
| Félix Guignot                                            | 1882    | 1959     | França                                   | Coleoptera                                              |
| Leonard Gyllenhaal                                       | 1752    | 1840     | Suécia                                   | Coleoptera                                              |
| Johann Georg Haag-Rutenberg                              | 1830    | 1879     | Alemanha                                 | Coleoptera                                              |
| Hermann August Hagen                                     | 1817    | 1893     | Alemanha                                 | Neuroptera, Odonata                                     |
| Ann Hajek                                                | 1952    |          | Estados Unidos                           |                                                         |
| James Nathaniel Halbert                                  | 1871    | 1948     | Irlanda                                  |                                                         |
| Alexander Henry Haliday                                  | 1807    | 1870     | Irlanda                                  | Coleoptera, Diptera                                     |
| George Hampson                                           | 1860    | 1936     | Reino Unido                              | Lepidoptera                                             |
| D. Elmo Hardy                                            | 1914    | 2002     | Estados Unidos                           | Diptera                                                 |
| Henry Harpur-Crewe                                       | 1828    | 1883     | Reino Unido                              | Lepidoptera                                             |
| Halbert Marion Harris                                    | 1900    | 2000     | Estados Unidos                           | Nabidae, Heteroptera                                    |
| Moses Harris                                             | 1731    | 1785     | Reino Unido                              |                                                         |
| Thaddeus William Harris                                  | 1795    | 1856     | Estados Unidos                           |                                                         |
| Adam Hart                                                |         |          | Reino Unido                              |                                                         |
| Michael Hassell                                          | 1942    |          | Reino Unido                              |                                                         |
| Hermann Haupt                                            | 1873    | 1959     | Alemanha                                 | Hymenoptera                                             |
| Adrian Hardy Haworth                                     | 1767    | 1833     | Reino Unido                              |                                                         |
| John Heath                                               | 1922    | 1987     | Reino Unido                              |                                                         |
| Ole E. Heie                                              | 1926    | 2019     | Dinamarca                                | Aphidomorpha                                            |
| Bernd Heinrich                                           | 1940    | present  | Estados Unidos                           | Coleoptera, Diptera, Hymenoptera, Lepidoptera, Odonata  |
| Carl Heinrich                                            | 1880    | 1955     | Estados Unidos                           | Lepidoptera                                             |
| Johann Christian Ludwig Hellwig                          | 1743    | 1831     | Alemanha                                 |                                                         |
| Friedrich Georg Hendel                                   | 1874    | 1936     | Áustria                                  | Diptera                                                 |
| Willi Hennig                                             | 1913    | 1976     | Alemanha                                 | Diptera                                                 |
| Johann Friedrich Wilhelm Herbst                          | 1743    | 1807     | Alemanha                                 | Coleoptera                                              |
| Claude Herbulot                                          | 1908    | 2006     | França                                   | Lepidoptera, Geometridae                                |
| Hans Rudolf Herren                                       | 1947    |          | Suíça                                    | Entomologia económica                                   |
| Gottlieb August Wilhelm Herrich-Schäffer                 | 1799    | 1874     | Alemanha                                 |                                                         |
| William Chapman Hewitson                                 | 1806    | 1878     | Reino Unido                              | Coleoptera, Lepidoptera                                 |
| Richard Hingston                                         | 1887    | 1966     | Reino Unido                              |                                                         |
| H. E. Hinton                                             | 1912    | 1977     | Reino Unido                              | Coleoptera                                              |
| Jacob Hoefnagel                                          | 1575    | 1630     | Países Baixos                            |                                                         |
| Johann Centurius Hoffmannsegg                            | 1766    | 1849     | Alemanha                                 |                                                         |
| Martin Holdgate                                          | 1931    |          | Reino Unido                              |                                                         |
| William Jacob Holland                                    | 1848    | 1932     | Estados Unidos                           | Lepidoptera                                             |
| Bert Hölldobler                                          | 1936    |          | Alemanha                                 | Formicidae                                              |
| August Holmgren                                          | 1829    | 1888     | Suécia                                   | Hymenoptera                                             |
| Harry Hoogstraal                                         | 1917    | 1986     | Estados Unidos / Egito                   | Acari, Ixodidae                                         |
| Frederick William Hope                                   | 1797    | 1862     | Reino Unido                              | Coleoptera                                              |
| Marianne Horak                                           | 1944    |          | Austrália                                | Lepidoptera                                             |
| George Henry Horn                                        | 1840    | 1897     | Estados Unidos                           | Coleoptera                                              |
| Walther Horn                                             | 1871    | 1939     | Alemanha                                 | Coleoptera                                              |
| Leland Ossian Howard                                     | 1857    | 1950     | Estados Unidos                           | Entomologia económica                                   |
| Jacob Hübner                                             | 1761    | 1826     | Alemanha                                 | Lepidoptera                                             |
| George Hudson                                            | 1867    | 1946     | Nova Zelândia                            |                                                         |
| Johann Siegfried Hufnagel                                | 1724    | 1795     | Alemanha                                 | Lepidoptera                                             |
| Frank Montgomery Hull                                    | 1901    | 1982     | Estados Unidos                           | Diptera                                                 |
| Carmel Humphries                                         | 1909    | 1986     | Irlanda                                  |                                                         |
| Alphonse Hustache                                        | 1872    | 1942     | França                                   | Coleoptera, Curculionidae                               |
| Johann Karl Wilhelm Illiger                              | 1775    | 1813     | Alemanha                                 | Coleoptera                                              |
| Augustus Daniel Imms                                     | 1880    | 1949     | Reino Unido                              |                                                         |
| Hiroshi Inoue                                            | 1917    | 2008     | Japão                                    | Lepidoptera, Zygaenidae                                 |
| Carl Gustav Jablonsky                                    | 1756    | 1787     | Alemanha                                 | Coleoptera                                              |
| Jean-Charles Jacobs                                      | 1821    | 1907     | Bélgica                                  | Diptera, Hymenoptera                                    |
| Georgiy Jacobson                                         | 1871    | 1926     | Rússia                                   |                                                         |
| Tadeusz Jaczewski                                        | 1899    | 1974     | Rússia                                   | Hemiptera                                               |
| René Jeannel                                             | 1879    | 1965     | França                                   | Coleoptera                                              |
| Anders Christian Jensen-Haarup                           | 1863    | 1934     | Dinamarca                                | Hymenoptera                                             |
| Thomas C. Jerdon                                         | 1811    | 1872     | Reino Unido                              | Formicidae                                              |
| Claude-François Jeunet                                   | 1844    |          | França                                   | Lepidoptera                                             |
| Charles Willison Johnson                                 | 1852    | 1934     | Irlanda                                  | Lepidoptera Hymenoptera                                 |
| William Frederick Johnson                                | 1863    | 1933     | Estados Unidos                           | Diptera                                                 |
| James John Joicey                                        | 1871    | 1932     | Reino Unido                              | Lepidoptera                                             |
| Karl Jordan                                              | 1861    | 1959     | Alemanha                                 | Siphonaptera, Coleoptera, Lepidoptera                   |
| Peter Jörgensen                                          | 1870    | 1937     | Dinamarca                                | Lepidoptera                                             |
| Louis Jurine                                             | 1751    | 1819     | Suíça                                    | Coleoptera, Diptera                                     |
| Vlasta Kálalová                                          | 1896    | 1971     | República Checa                          |                                                         |
| Johann Heinrich Kaltenbach                               | 1807    | 1876     | Alemanha                                 | Entomologia económica                                   |
| William Francis de Vismes Kane                           | 1840    | 1918     | Irlanda                                  | Lepidoptera                                             |
| David Keilin                                             | 1887    | 1963     | Reino Unido                              |                                                         |
| Kálmán Kertész                                           | 1867    | 1922     | Hungria                                  | Diptera                                                 |
| Bernard Kettlewell                                       | 1907    | 1979     | Reino Unido                              | Lepidoptera                                             |
| Jean-Jacques Kieffer                                     | 1857    | 1925     | França                                   | Diptera, Hymenoptera                                    |
| Ernest August Hellmuth von Kiesenwetter                  | 1820    | 1880     | Alemanha                                 | Coleoptera                                              |
| Alfred Kinsey                                            | 1894    | 1956     | Estados Unidos                           | Hymenoptera                                             |
| William Kirby                                            | 1759    | 1850     | Reino Unido                              |                                                         |
| William Forsell Kirby                                    | 1844    | 1912     | Reino Unido / Irlanda                    | Lepidoptera                                             |
| Theodor Franz Wilhelm Kirsch                             | 1818    | 1889     | Alemanha                                 | Coleoptera                                              |
| Ruud Kleinpaste                                          | 1952    |          | Países Baixos / Nova Zelândia            |                                                         |
| Johann Christoph Friedrich Klug                          | 1775    | 1856     | Alemanha                                 | Lepidoptera                                             |
| Frederick Knab                                           | 1865    | 1918     | Alemanha / Estados Unidos                |                                                         |
| Edward F. Knipling                                       | 1909    | 2000     | Estados Unidos                           | Entomologia económica                                   |
| Carl Ludwig Koch                                         | 1778    | 1857     | Alemanha                                 |                                                         |
| Vincenz Kollar                                           | 1797    | 1860     | Alemanha                                 | Diptera                                                 |
| Friedrich Wilhelm Konow                                  | 1842    | 1908     | Alemanha                                 | Hymenoptera, Tenthredinidae                             |
| Ferdinand Kowarz                                         | 1838    | 1914     | Áustria                                  | Diptera                                                 |
| Ernst Gustav Kraatz                                      | 1831    | 1909     | Alemanha                                 | Coleoptera                                              |
| Karl Kraepelin                                           | 1848    | 1915     | Alemanha                                 |                                                         |
| Otto Kröber                                              | 1882    | 1969     | Alemanha                                 | Diptera                                                 |
| Johann Gottlieb Kugelann                                 | 1753    | 1815     | Alemanha                                 | Coleoptera                                              |
| Nikolai Yakovlevich Kuznetsov                            | 1873    | 1948     | Rússia                                   | Lepidoptera                                             |
| Joseph Alexandre Laboulbène                              | 1825    | 1898     | França                                   |                                                         |
| Jean Théodore Lacordaire                                 | 1801    | 1870     | Bélgica                                  | Coleoptera                                              |
| Jean-Pierre Lacroix                                      | 1938    | 1989     | França                                   | Coleoptera, Lucanidae                                   |
| Johann Nepomuk von Laicharting                           | 1754    | 1797     | Áustria                                  | Coleoptera                                              |
| Eric Laithwaite                                          | 1921    | 1997     | Reino Unido                              | Lepidoptera                                             |
| Sven Lampa                                               | 1839    | 1914     | Suécia                                   | Lepidoptera                                             |
| Pierre André Latreille                                   | 1762    | 1833     | França                                   |                                                         |
| Maxim Alexandrovich Lazarev                              | 1985    |          | Rússia                                   | Coleoptera, Cerambycidae                                |
| John Eatton Le Conte                                     | 1784    | 1860     | Estados Unidos                           |                                                         |
| William Elford Leach                                     | 1790    | 1836     | Reino Unido                              |                                                         |
| Simon Leather                                            |         |          | Reino Unido                              |                                                         |
| John Lawrence LeConte                                    | 1825    | 1883     | Estados Unidos                           | Coleoptera                                              |
| Julius Lederer                                           | 1821    | 1870     | Áustria                                  | Lepidoptera                                             |
| John Henry Leech                                         | 1862    | 1900     | Inglaterra                               | Coleoptera, Lepidoptera                                 |
| Alexandre Louis Lefèbvre de Cérisy                       | 1798    | 1867     | França                                   |                                                         |
| Andy Lehrer                                              | 1930    | 2014     | Romania                                  | Diptera                                                 |
| Claude Lemaire                                           | 1921    | 2004     | França                                   | Lepidoptera, Saturniidae                                |
| Amédée Louis Michel Lepeletier de Saint-Fargeau          | 1780    | 1845     | França                                   | Hymenoptera                                             |
| Erwin Lindner                                            | 1888    | 1988     | Alemanha                                 | Diptera                                                 |
| Carl Linnaeus                                            | 1707    | 1778     | Suécia                                   |                                                         |
| Joseph Albert Lintner                                    | 1820    | 1898     | Estados Unidos                           |                                                         |
| Paolo Lioy                                               | 1834    | 1911     | Itália                                   | Diptera                                                 |
| Melchior de Lisle                                        | 1908    | 1977     | França                                   | Coleoptera, Lucanidae                                   |
| Hermann Loew                                             | 1807    | 1879     | Alemanha                                 | Diptera                                                 |
| Cynthia Longfield                                        | 1896    | 1991     | Irlanda                                  | Odonata                                                 |
| Hippolyte Lucas                                          | 1814    | 1899     | França                                   |                                                         |
| Clara Southmayd Ludlow                                   | 1852    | 1924     | Estados Unidos                           | Medical entomology                                      |
| William Lundbeck                                         | 1863    | 1941     | Dinamarca                                | Diptera                                                 |
| Adolfo Lutz                                              | 1855    | 1940     | Brazil                                   | Medical entomology                                      |
| Enrique Lynch Arribálzaga                                | 1856    | 1935     | Argentinia                               |                                                         |
| Henry Christopher McCook                                 | 1837    | 1911     | Estados Unidos                           | Formicidae                                              |
| Robert McLachlan                                         | 1837    | 1904     | Reino Unido                              | Neuroptera                                              |
| Alexander Macleay                                        | 1767    | 1848     | Reino Unido                              |                                                         |
| William Sharp Macleay                                    | 1792    | 1865     | Reino Unido                              |                                                         |
| Pierre-Justin-Marie Macquart                             | 1776    | 1855     | França                                   | Diptera                                                 |
| Barbara York Main                                        | 1929    | 2019     | Austrália                                | Arachnology                                             |
| Michael Majerus                                          | 1954    | 2009     | Reino Unido                              | Lepidoptera                                             |
| René Malaise                                             | 1892    | 1978     | Suécia                                   |                                                         |
| John Russell Malloch                                     | 1875    | 1963     | Reino Unido                              | Diptera                                                 |
| Mahadeva Subramania Mani                                 | 1908    | 2003     | Índia                                    |                                                         |
| Josef Johann Mann                                        | 1804    | 1889     | República Checa                          | Lepidoptera                                             |
| Carl Gustaf von Mannerheim                               | 1797    | 1854     | Finland                                  | Coleoptera                                              |
| Patrick Manson                                           | 1844    | 1922     | Escócia                                  | Medical entomology                                      |
| Oldřich Marek                                            | 1911    | 1986     | República Checa                          | Coleoptera                                              |
| Charles Lester Marlatt                                   | 1863    | 1954     | Estados Unidos                           | Entomologia económica                                   |
| Sylvain Auguste de Marseul                               | 1812    | 1890     | França                                   | Coleoptera                                              |
| George Frederick Leycester Marshall                      | 1843    | 1934     | Reino Unido                              | Lepidoptera                                             |
| Guy Anstruther Knox Marshall                             | 1871    | 1959     | Índia / Reino Unido                      |                                                         |
| Thomas Ansell Marshall                                   | 1827    | 1903     | Reino Unido                              | Hymenoptera                                             |
| Thomas Marsham                                           | 1748    | 1819     | Reino Unido                              | Coleoptera                                              |
| Fermín Martín Piera                                      | 1954    | 2001     | Spain                                    | Coleoptera                                              |
| Andrey Vasilyevich Martynov                              | 1879    | 1938     | Rússia                                   | Trichoptera                                             |
| William Miles Maskell                                    | 1839    | 1898     | Nova Zelândia                            |                                                         |
| Wayne Masterson                                          | 1959    | 1991     | Reino Unido                              | Entomologia medicinal                                   |
| Shōnen Matsumura                                         | 1872    | 1960     | Japão                                    |                                                         |
| Andrew Matthews                                          | 1815    | 1897     | Reino Unido                              | Coleoptera                                              |
| C. A. E. Matzek                                          | 1810    |          | Prússia                                  | Nicrophorus                                             |
| Harold Maxwell-Lefroy                                    | 1877    | 1926     | Reino Unido                              |                                                         |
| Gustav Mayr                                              | 1830    | 1908     | Áustria                                  | Hymenoptera                                             |
| Erica McAlister                                          |         |          | Reino Unido                              | Diptera                                                 |
| Sidney McCrory                                           | 1911    | 1985     | Estados Unidos                           |                                                         |
| Richard Henry Meade                                      | 1814    | 1899     | Reino Unido                              | Diptera                                                 |
| Albert Stewart Meek                                      | 1871    | 1943     | Reino Unido                              |                                                         |
| Jean Pierre Mégnin                                       | 1828    | 1905     | França                                   | Entomologia forense                                     |
| Johann Wilhelm Meigen                                    | 1764    | 1845     | Alemanha                                 | Diptera                                                 |
| Johannes C. H. de Meijere                                | 1866    | 1947     | Países Baixos                            | Diptera, Coleoptera                                     |
| Axel Leonard Melander                                    | 1878    | 1962     | Estados Unidos                           | Diptera, Hymenoptera                                    |
| Frederick Valentine Melsheimer                           | 1749    | 1814     | Estados Unidos                           | Coleoptera                                              |
| Ernest Menault                                           | 1830    | 1903     | França                                   | Pestes da agricultura                                   |
| Édouard Ménétries                                        | 1802    | 1861     | França / Rússia                          | Lepidoptera, Coleoptera                                 |
| Maria Sibylla Merian                                     | 1647    | 1717     | Alemanha                                 |                                                         |
| Edward Meyrick                                           | 1854    | 1938     | Reino Unido                              | Lepidoptera                                             |
| Charles Duncan Michener                                  | 1918    | 2015     | Estados Unidos                           | Hymenoptera                                             |
| Josef Mik                                                | 1839    | 1900     | República Checa                          | Diptera                                                 |
| David Miller                                             | 1890    | 1973     | Nova Zelândia                            | Diptera                                                 |
| Pierre Millière                                          | 1811    | 1887     | França                                   | Lepidoptera                                             |
| Adolphe Philippe Millot                                  | 1857    | 1921     | França                                   | Lepidoptera                                             |
| Hayk Mirzayans                                           | 1920    | 1999     | Irão                                     |                                                         |
| Ludwig Mitterpacher                                      | 1734    | 1814     | Hungria                                  | Lepidoptera                                             |
| Alexander Mocsáry                                        | 1841    | 1915     | Hungria                                  | Hymenoptera                                             |
| Adolph Modéer                                            | 1738    | 1799     | Suécia                                   |                                                         |
| Frederic Moore                                           | 1830    | 1907     | Reino Unido                              | Lepidoptera                                             |
| Clodoveo Carrión Mora                                    | 1883    | 1957     | Equador                                  |                                                         |
| Claude Morley                                            | 1874    | 1951     | Reino Unido                              | Hymenoptera                                             |
| Derek Wragge Morley                                      | 1920    | 1969     | Reino Unido                              | Formicidae                                              |
| Roger Morse                                              | 1927    | 2000     | Estados Unidos                           | Hymenoptera                                             |
| Kenneth Morton                                           |         |          | Reino Unido                              | Odonata, Neuroptera                                     |
| Victor Motschulsky                                       | 1810    | 1871     | Rússia                                   | Coleoptera                                              |
| Thomas Muffet                                            | 1552    | 1604     | Reino Unido                              |                                                         |
| Johann Carl Megerle von Mühlfeld                         | 1765    | 1840     | Áustria                                  | Coleoptera                                              |
| Otto Friedrich Müller                                    | 1730    | 1784     | Dinamarca                                |                                                         |
| Étienne Mulsant                                          | 1797    | 1880     | França                                   |                                                         |
| Eugene G. Munroe                                         | 1919    | 2008     | Canada                                   |                                                         |
| J. G. Myers                                              | 1897    | 1942     | Reino Unido                              |                                                         |
| Vladimir Nabokov                                         | 1899    | 1977     | Rússia / Estados Unidos                  | Lepidoptera                                             |
| Longinos Navás                                           | 1858    | 1938     | Espanha                                  | Neuropteroidea                                          |
| Roger Naviaux                                            | 1926    | 2016     | França(?)                                | Coleoptera                                              |
| Christian Gottfried Daniel Nees von Esenbeck             | 1776    | 1858     | Alemanha                                 |                                                         |
| Paulo Nogueira Neto                                      | 1922    | 2019     | Brasil                                   | Meliponini                                              |
| Nikolaus Poda von Neuhaus                                | 1723    | 1798     | Áustria                                  |                                                         |
| Edward Newman                                            | 1801    | 1876     | Reino Unido                              |                                                         |
| L. Hugh Newman                                           | 1909    | 1993     | Reino Unido                              | Lepidoptera                                             |
| George Newport                                           | 1803    | 1854     | Reino Unido                              |                                                         |
| Lionel de Nicéville                                      | 1852    | 1901     | Reino Unido                              | Lepidoptera                                             |
| Ebbe Schmidt Nielsen                                     | 1950    | 2001     | Dinamarca                                |                                                         |
| John Nietner                                             | 1828    | 1874     | Alemanha                                 | Coleoptera                                              |
| Anton Franz Nonfried                                     | 1854    | 1923     | Alemanha                                 | Coleoptera                                              |
| Guido Nonveiller                                         | 1913    | 2002     | Croatia                                  | Coleoptera                                              |
| Kenneth Richard Norris                                   | 1914    | 2003     | Austrália                                |                                                         |
| William Noye                                             | 1814    | 1872     | Reino Unido                              | Lepidoptera                                             |
| John Noyes                                               | 1949    |          | Reino Unido                              | Chalcidoidea                                            |
| Charles George Nurse                                     | 1862    | 1933     | Reino Unido                              | Lepidoptera\Hymenoptera                                 |
| Jan Obenberger                                           | 1892    | 1964     | República Checa                          | Coleoptera                                              |
| Charles Oberthür                                         | 1845    | 1924     | França                                   | Lepidoptera                                             |
| Georg Hermann Alexander Ochs                             | 1887    | 1971     | Alemanha                                 | Coleoptera                                              |
| Ferdinand Ochsenheimer                                   | 1767    | 1822     | Alemanha                                 | Lepidoptera                                             |
| Thomas R. Odhiambo                                       | 1931    | 2003     | Kenya                                    | Medical entomology                                      |
| Lawrence Ogilvie                                         | 1898    | 1980     | Bermudas / Reino Unido                   | Insetos das Bermudas                                    |
| Harold Oldroyd                                           | 1914    | 1978     | Reino Unido                              | Diptera                                                 |
| Guillaume-Antoine Olivier                                | 1756    | 1814     | França                                   |                                                         |
| Arthur Sidney Olliff                                     | 1865    | 1895     | Austrália                                |                                                         |
| Eugene O'Mahoney                                         | 1899    | 1951     | Irlanda                                  | Coleoptera, Mallophaga, Siphonaptera                    |
| Paul W. Oman                                             | 1908    | 1996     | Estados Unidos                           | Hemiptera                                               |
| Eleanor Anne Ormerod                                     | 1828    | 1901     | Reino Unido                              |                                                         |
| Karl Robert Osten-Sacken                                 | 1828    | 1906     | Rússia                                   | Diptera                                                 |
| Dan Otte                                                 | 1939    |          | África do Sul/Estados Unidos             | Orthoptera                                              |
| Ebenezer Oduro Owusu                                     | 1960    |          | Gana                                     |                                                         |
| Alpheus Spring Packard                                   | 1839    | 1905     | Estados Unidos                           |                                                         |
| Jiří Paclt                                               | 1925    | 2015     | República Checa / Eslováquia             | Diplura, Collembola, Archaeognatha, Zygentoma           |
| André Paillot                                            | 1885    | 1944     | França                                   | patologia de insetos                                    |
| Charles E. Palm                                          | 1911    | 1996     | Estados Unidos                           |                                                         |
| Louis Pandellé                                           | 1824    | 1905     | França                                   | Coleoptera                                              |
| Georg Wolfgang Franz Panzer                              | 1755    | 1829     | Alemanha                                 | Coleoptera                                              |
| Francis Polkinghorne Pascoe                              | 1813    | 1893     | Reino Unido                              | Coleoptera                                              |
| Carlo Passerini                                          | 1793    | 1857     | Itália                                   | Coleoptera                                              |
| Giovanni Passerini                                       | 1816    | 1893     | Itália                                   | Hemiptera                                               |
| Gustaf von Paykull                                       | 1757    | 1826     | Suécia                                   | Coleoptera                                              |
| Titian Peale                                             | 1799    | 1885     | Estados Unidos                           | Lepidoptera                                             |
| William Dandridge Peck                                   | 1763    | 1822     | Estados Unidos                           |                                                         |
| Edward Pelham-Clinton, 10th Duke of Newcastle-under-Lyne | 1920    | 1988     | Reino Unido                              | Lepidoptera                                             |
| Cyril Eugene Pemberton                                   | 1886    | 1975     | Estados Unidos                           | Economic entymology, Coleoptera, Hymenoptera            |
| Achille Rémy Percheron                                   | 1797    | 1869     | França                                   |                                                         |
| Robert Cyril Layton Perkins                              | 1866    | 1955     | Reino Unido                              | Hymenoptera                                             |
| Maximilian Perty                                         | 1804    | 1884     | Alemanha                                 |                                                         |
| Alexander Petrunkevitch                                  | 1875    | 1964     | Rússia                                   |                                                         |
| Jeffery Pettis                                           | 1955    |          | Estados Unidos                           |                                                         |
| Alfred Philpott                                          | 1870    | 1930     | Reino Unido                              |                                                         |
| Maurice Pic                                              | 1866    | 1957     | França                                   | Coleoptera, Cerambycide                                 |
| François Jules Pictet de la Rive                         | 1809    | 1872     | Suíça                                    |                                                         |
| W. Dwight Pierce                                         | 1881    | 1967     | Estados Unidos                           | Insetos pestes                                          |
| Elliot Pinhey                                            | 1910    | 2000     | Reino Unido                              | Lepidoptera, Odonata                                    |
| Odorado Pirazzoli                                        | 1815    | 1884     | Itália                                   | Coleoptera                                              |
| Carl Plötz                                               | 1814    | 1886     | Alemanha                                 | Lepidoptera                                             |
| George Poinar, Jr.                                       | 1936    |          | Estados Unidos                           |                                                         |
| Robert Michael Pyle                                      | 1947    |          | Estados Unidos                           | Lepidoptera                                             |
| Oktawiusz Bourmeister-Radoszkowski                       | 1820    | 1895     | Rússia                                   | Hymenoptera                                             |
| Constantine Samuel Rafinesque                            | 1783    | 1840     | França                                   |                                                         |
| Jules Pierre Rambur                                      | 1801    | 1870     | França                                   |                                                         |
| Maynard Jack Ramsay                                      | 1914    | 2005     | Estados Unidos                           | Entomologia económica                                   |
| Alex Rasnitsyn                                           | 1936    |          | Rússia                                   | Palaeoentomologia                                       |
| Julius Theodor Christian Ratzeburg                       | 1801    | 1871     | Alemanha                                 |                                                         |
| Pierre Réal                                              | 1922    | 2009     | França                                   | Lepidoptera, Morphidae, Pieridae, Tortricidae           |
| René Antoine Ferchault de Réaumur                        | 1683    | 1757     | França                                   |                                                         |
| Hans Rebel                                               | 1881    | 1940     | Áustria                                  | Lepidoptera                                             |
| Ludwig Redtenbacher                                      | 1814    | 1876     | Áustria                                  | Coleoptera                                              |
| Maurice Auguste Régimbart                                | 1852    | 1907     | França                                   | Coleoptera                                              |
| Louis Jérôme Reiche                                      | 1799    | 1890     | Países Baixos / França                   | Coleoptera                                              |
| George Morrison Reid Henry                               | 1891    | 1983     | Sri Lanka                                | Orthoptera                                              |
| Hermann Reinhard                                         | 1816    | 1892     | Alemanha                                 | Hymenoptera                                             |
| Edmund Reitter                                           | 1845    | 1920     | Alemanha                                 | Coleoptera                                              |
| James Rennie                                             | 1787    | 1867     | Escócia                                  | General entomology, Lepidoptera                         |
| Anders Jahan Retzius                                     | 1742    | 1821     | Suécia                                   |                                                         |
| Enzio Reuter                                             | 1867    | 1951     | Finland                                  | Lepidoptera                                             |
| Max Paul Riedel                                          | 1870    | 1941     | Alemanha                                 | Diptera                                                 |
| Charles Valentine Riley                                  | 1843    | 1895     | Estados Unidos                           | Entomologia económica                                   |
| Robert Henry Fernando Rippon                             | 1816    | 1917     | Reino Unido                              | Lepidoptera                                             |
| Friedrich Ris                                            | 1867    | 1931     | Suíça                                    | Odonata                                                 |
| Jean-Baptiste Robineau-Desvoidy                          | 1799    | 1857     | França                                   | Diptera                                                 |
| Harold E. Robinson                                       | 1932    | 2020     | Estados Unidos                           | Diptera                                                 |
| Johann Jacob Roemer                                      | 1763    | 1819     | Suíça                                    |                                                         |
| Alois Friedrich Rogenhofer                               | 1831    | 1897     | Áustria                                  | Lepidoptera                                             |
| Boris Rohdendorf                                         | 1904    | 1977     | Rússia                                   | Diptera                                                 |
| Hermann Rolle                                            | 1864    | 1929     | Alemanha                                 | Lepidoptera, negociante de insetos                      |
| Per Abraham Roman                                        | 1872    | 1943     | Suécia                                   | Hymenoptera                                             |
| Camillo Róndani                                          | 1808    | 1879     | Itália                                   | Diptera                                                 |
| Joseph Pierre Rondou                                     | 1854    | 1935     | França                                   | Lepidoptera                                             |
| August Johann Rösel von Rosenhof                         | 1705    | 1759     | Alemanha                                 |                                                         |
| Pietro Rossi                                             | 1738    | 1804     | Itália                                   | Odonata, Lepidoptera                                    |
| Josef Emanuel Fischer von Röslerstamm                    | 1787    | 1866     | República Checa                          | Lepidoptera                                             |
| Charles Rothschild                                       | 1877    | 1923     | Reino Unido                              | Siphonaptera                                            |
| Miriam Louisa Rothschild                                 | 1908    | 2005     | Reino Unido                              | Siphonaptera                                            |
| Walter Rothschild, 2nd Baron Rothschild                  | 1868    | 1937     | Reino Unido                              | Lepidoptera                                             |
| S. A. von Rottemburg                                     |         |          | Alemanha                                 | Lepidoptera                                             |
| G. T. Rudd                                               | c. 1795 | 1847     | Reino Unido                              | Coleoptera                                              |
| Gaston Ruter                                             | 1898    | 1979     | França                                   | Coleoptera, Cetoniidae                                  |
| Johan Reinhold Sahlberg                                  | 1845    | 1920     | Filândia                                 | Coleoptera                                              |
| Osbert Salvin                                            | 1835    | 1898     | Reino Unido                              |                                                         |
| George Samouelle                                         | 1790    | 1846     | Reino Unido                              | Lepidoptera                                             |
| Grace Sandhouse                                          | 1896    | 1940     | Estados Unidos                           | Apoidea                                                 |
| Felix Santschi                                           | 1872    | 1940     | Suíça                                    | Formicidae                                              |
| Ole A. Sæther                                            | 1936    | 2013     | Noruega                                  | Diptera, Chironomidae                                   |
| Félicien Henry Caignart de Saulcy                        | 1832    | 1912     | França                                   | Coleoptera                                              |
| William Wilson Saunders                                  | 1809    | 1879     | Reino Unido                              | Lepidoptera, Hymenoptera                                |
| Henri de Saussure                                        | 1829    | 1905     | Suíça                                    | Hymenoptera, Orthoptera                                 |
| Thomas Say                                               | 1787    | 1834     | Estados Unidos                           |                                                         |
| Johann Gottlieb Schaller                                 | 1734    | 1814     | Alemanha                                 | Lepidoptera                                             |
| Hermann Rudolph Schaum                                   | 1819    | 1865     | Alemanha                                 | Coleoptera                                              |
| William Schaus                                           | 1858    | 1942     | Estados Unidos                           | Lepidoptera                                             |
| Johann Rudolph Schellenberg                              | 1740    | 1806     | Suíça                                    | Coleoptera, Diptera                                     |
| Ignaz Schiffermüller                                     | 1727    | 1806     | Áustria                                  | Lepidoptera                                             |
| Ignaz Rudolph Schiner                                    | 1813    | 1873     | Áustria                                  | Diptera                                                 |
| Jørgen Matthias Christian Schiødte                       | 1815    | 1884     | Dinamarca                                |                                                         |
| Dietrich von Schlechtendal                               | 1834    | 1916     | Alemanha                                 | Hymenoptera, Cynipidae                                  |
| Justin O. Schmidt                                        | 1947    |          | Estados Unidos                           |                                                         |
| Otto Schmiedeknecht                                      | 1847    | 1936     | Alemanha                                 | Hymenoptera                                             |
| Hermann Schmitz                                          | 1878    | 1960     | Alemanha                                 | Diptera, Phoridae                                       |
| Heinrich Scholz                                          | 1812    | 1859     | Alemanha                                 | Hemiptera e Diptera                                     |
| Carl Johan Schönherr                                     | 1772    | 1848     | Suécia                                   | Coleoptera                                              |
| Franz Paula von Schrank                                  | 1747    | 1835     | Alemanha                                 |                                                         |
| Johann Christian Daniel von Schreber                     | 1739    | 1810     | Alemanha                                 |                                                         |
| Arnold Schultze                                          | 1875    | 1948     | Alemanha                                 | Lepidoptera                                             |
| Theodor Emil Schummel                                    | 1786    | 1848     | Alemanha                                 | Diptera                                                 |
| Boris Nikolayevich Schwanwitsch                          | 1889    | 1957     | Rússia                                   | Lepidoptera                                             |
| Wolfgang Schwenke                                        | 1921    | 2006     | Alemanha                                 | Entomologia florestal, Ichneumonidae                    |
| Giovanni Antonio Scopoli                                 | 1723    | 1788     | Itália                                   | Coleoptera                                              |
| Alexander Walker Scott                                   | 1800    | 1883     | Austrália                                |                                                         |
| John Scott                                               | 1823    | 1888     | Reino Unido                              |                                                         |
| Samuel Hubbard Scudder                                   | 1837    | 1911     | Estados Unidos                           |                                                         |
| Eugène Séguy                                             | 1890    | 1985     | França                                   | Diptera                                                 |
| Adalbert Seitz                                           | 1860    | 1938     | Alemanha                                 | Lepidoptera                                             |
| Edmond de Sélys Longchamps                               | 1813    | 1900     | Bélgica                                  | Odonata                                                 |
| Andrey Semyonov-Tyan-Shansky                             | 1866    | 1942     | Rússia                                   | Coleoptera                                              |
| Ronald A. Senior-White                                   | 1891    | 1954     | Reino Unido                              | Diptera                                                 |
| Seok Joo-myung                                           | 1908    | 1950     | Korea                                    | Lepidoptera                                             |
| David Sharp                                              | 1840    | 1922     | Reino Unido                              | Coleoptera                                              |
| Herbert Kenneth Airy Shaw                                | 1902    | 1985     | Reino Unido                              |                                                         |
| Robert Walter Campbell Shelford                          | 1872    | 1912     | Reino Unido                              |                                                         |
| Shen Kuo                                                 | 1031    | 1095     | China                                    |                                                         |
| Philip Sheppard                                          | 1921    | 1976     | Reino Unido                              | Lepidoptera                                             |
| Takashi Shirozu                                          | 1917    | 2004     | Japão                                    | Lepidoptera                                             |
| Aharon Shulov                                            | 1907    | 1997     | Rússia / Israel                          |                                                         |
| Frédéric Jules Sichel                                    | 1802    | 1868     | França                                   | Hymenoptera                                             |
| Victor Antoine Signoret                                  | 1816    | 1889     | França                                   | Hemiptera                                               |
| Sydney Skaife                                            | 1889    | 1976     | South Africa                             | Hymenoptera                                             |
| Frederick Smith                                          | 1805    | 1879     | Reino Unido                              | Hymenoptera                                             |
| James Edward Smith                                       | 1759    | 1828     | Reino Unido                              |                                                         |
| Ray F. Smith                                             | 1919    | 1999     | Estados Unidos                           | Entomologia económica                                   |
| Sidney Irving Smith                                      | 1843    | 1926     | Estados Unidos                           |                                                         |
| Roy Snelling                                             | 1934    | 2008     | Estados Unidos                           | Hymenoptera                                             |
| Robert Evans Snodgrass                                   | 1875    | 1962     | Estados Unidos                           |                                                         |
| Francis H. Snow                                          | 1840    | 1908     | Estados Unidos                           |                                                         |
| Antonio Giordani Soika                                   | 1913    | 1997     | Itália                                   | Hymenoptera                                             |
| Marc Soula                                               | 1945    | 2012     | França                                   | Coleoptera, Rutelinae                                   |
| Paul Gustav Eduard Speiser                               | 1877    | 1945     | Alemanha                                 | Diptera                                                 |
| William Spence                                           | 1783    | 1860     | Reino Unido                              |                                                         |
| William Blundell Spence                                  | 1813    | 1900     | Reino Unido                              |                                                         |
| Andrew Spielman                                          | 1930    | 2006     | Estados Unidos                           | Entomologia medicinal                                   |
| Maximilian Spinola                                       | 1780    | 1857     | França                                   | Coleoptera, Hymenoptera, Hemiptera                      |
| Marla Spivak                                             | 1955    |          | Estados Unidos                           | Hymenoptera                                             |
| Rasmus Carl Staeger                                      | 1800    | 1875     | Dinamarca                                | Diptera                                                 |
| Henry Tibbats Stainton                                   | 1822    | 1892     | Reino Unido                              | Lepidoptera                                             |
| Carl Stål                                                | 1833    | 1878     | Suécia                                   | Hemiptera                                               |
| Hermann Friedrich Stannius                               | 1808    | 1883     | França                                   | Diptera                                                 |
| Jan Stach                                                | 1877    | 1975     | Polónia                                  | Collembola                                              |
| Otto Staudinger                                          | 1830    | 1900     | Alemanha                                 | Lepidoptera                                             |
| Pietro Stefanelli                                        | 1835    | 1919     | Itália                                   | Odonata, Lepidoptera                                    |
| Paul Stein                                               | 1852    | 1921     | Alemanha                                 | Diptera                                                 |
| Samuel Friedrich Stein                                   | 1818    | 1885     | Alemanha                                 | Diptera                                                 |
| James Francis Stephens                                   | 1792    | 1852     | Reino Unido                              | Coleoptera                                              |
| Christian von Steven                                     | 1781    | 1863     | Rússia                                   | Lepidoptera                                             |
| Hans Ferdinand Emil Julius Stichel                       | 1862    | 1936     | Alemanha                                 | Lepidoptera                                             |
| Caspar Stoll                                             |         | 1795     | Países Baixos                            |                                                         |
| Embrik Strand                                            | 1876    | 1947     | Noruega                                  | Lepidoptera                                             |
| Nicholas Strausfeld                                      | 1942    |          | Reino Unido / Estados Unidos             |                                                         |
| Ferdinand Heinrich Hermann Strecker                      | 1836    | 1901     | Estados Unidos                           | Lepidoptera                                             |
| Edgar Harold Strickland                                  | 1889    | 1962     | Canadá                                   | Diptera                                                 |
| Gabriel Strobl                                           | 1846    | 1925     | Áustria                                  | Diptera                                                 |
| Henry Frederick Strohecker                               | 1905    | 1988     | Estados Unidos                           | Coleoptera                                              |
| Christian Wilhelm Ludwig Eduard Suffrian                 | 1805    | 1876     | Alemanha                                 | Coleoptera                                              |
| Johann Heinrich Sulzer                                   | 1735    | 1813     | Suíça                                    |                                                         |
| Surcouf                                                  | 1873    | 1934     | França                                   |                                                         |
| William Swainson                                         | 1789    | 1855     | Reino Unido                              |                                                         |
| Jan Swammerdam                                           | 1637    | 1680     | Países Baixos                            |                                                         |
| Charles Swinhoe                                          | 1838    | 1923     | Reino Unido                              | Lepidoptera                                             |
| Robert Swinhoe                                           | 1836    | 1877     | Reino Unido                              |                                                         |
| Datuk Rahman Anwar Syed                                  | 1932    | 2009     | Paquistão                                | Entomologia económica                                   |
| Zoltán Szilády                                           | 1878    | 1947     | Hungria                                  | Diptera                                                 |
| Stephen Taber III                                        | 1924    | 2008     | Estados Unidos                           | Hymenoptera                                             |
| Sadao Takagi                                             | 1932    |          | Japão                                    | Coccoidea                                               |
| George Talbot                                            | 1882    | 1952     | Inglaterra                               | Lepidoptera                                             |
| Ernst Ludwig Taschenberg                                 | 1818    | 1897     | Alemanha                                 |                                                         |
| Robert Templeton                                         | 1802    | 1892     | Irlanda                                  |                                                         |
| Gilles Terral                                            | 1943    | 1998     | França                                   | Lepidoptera, Saturniidae                                |
| Frederick Vincent Theobald                               | 1868    | 1930     | Inglaterra                               | Diptera                                                 |
| Oskar Theodor                                            | 1898    | 1987     | Israel                                   | Diptera                                                 |
| Cyrus Thomas                                             | 1825    | 1910     | Estados Unidos                           |                                                         |
| Michael C. Thomas                                        | 1948    | 2019     | Estados Unidos                           | Coleoptera                                              |
| F. Christian Thompson                                    | 1944    | 2021     | Estados Unidos                           | Diptera                                                 |
| Carl Gustaf Thomson                                      | 1824    | 1899     | Suécia                                   | Coleoptera, Hymenoptera                                 |
| Carl Peter Thunberg                                      | 1743    | 1828     | Suécia                                   | Coleoptera                                              |
| Robert John Tillyard                                     | 1881    | 1937     | Austrália                                | Odonata, Plecoptera, Neuroptera                         |
| Philip Hunter Timberlake                                 | 1883    | 1981     | Estados Unidos                           | Hymenoptera                                             |
| Norman Tindale                                           | 1900    | 1993     | Austrália                                |                                                         |
| Friedrich F. Tippmann                                    | 1894    | 1974     | Hungria                                  | Coleoptera                                              |
| Sergiusz Graf von Toll                                   | 1893    | 1961     | Polónia                                  |                                                         |
| André Léon Tonnoir                                       | 1885    | 1940     | Bélgica                                  |                                                         |
| José Rollin de la Torre-Bueno (entomologista)            | 1871    | 1948     | Estados Unidos                           | Hemiptera                                               |
| Belindo Adolfo Torres                                    | 1917    | 1965     | Argentina                                |                                                         |
| Maeda Toshiyasu                                          | 1799    | 1859     | Japão                                    | Todas as ordens                                         |
| Hervé de Toulgoët                                        | 1911    | 2009     | França                                   | Lepidoptera, Arctiidae                                  |
| Charles Henry Tyler Townsend                             | 1863    | 1944     | Estados Unidos                           |                                                         |
| Adolfo Targioni Tozzetti                                 | 1823    | 1902     | Itália                                   | Hemiptera                                               |
| Roland Trimen                                            | 1840    | 1916     | Reino Unido / África do Sul              |                                                         |
| Alessandro Trotter                                       | 1874    | 1967     | Itália                                   | Hymenoptera, Diptera                                    |
| Walter R. Tschinkel                                      | 1940    |          | Estados Unidos                           |                                                         |
| Iwasaki Tsunemasa                                        | 1786    | 1842     | Japão                                    | Todas as ordens altas                                   |
| Charles Henry Turner                                     | 1867    | 1923     | Estados Unidos                           | Todas as ordens                                         |
| J. W. Tutt                                               | 1858    | 1911     | Reino Unido                              | Lepidoptera                                             |
| Peter Twinn                                              | 1916    | 2004     | Reino Unido                              | Coleoptera                                              |
| Edward Payson Van Duzee                                  | 1861    | 1940     | Estados Unidos                           | Diptera, Hemiptera                                      |
| Pierre Léonard Vander Linden                             | 1797    | 1831     | Bélgica                                  |                                                         |
| Ruggero Verity                                           | 1883    | 1959     | Itália                                   | Lepidoptera                                             |
| George Henry Verrall                                     | 1855    | 1911     | Reino Unido                              | Diptera                                                 |
| Addison Emery Verrill                                    | 1839    | 1926     | Estados Unidos                           | Coleoptera                                              |
| Enrico Verson                                            | 1845    | 1927     | Itália                                   | Sericultura                                             |
| Carlo Vidano                                             | 1923    | 1989     | Itália                                   | Auchenorrhyca, Apicultura                               |
| Pierre Viette                                            | 1921    | 2011     | França                                   | Lepidoptera                                             |
| Theodore Vigé                                            | 1867    |          | França                                   | Lepidoptera                                             |
| Joseph Villeneuve de Janti                               | 1868    | 1944     | França                                   | Diptera                                                 |
| Sigbert Wagener                                          | 1919    | 2004     | Alemanha                                 | Lepidoptera                                             |
| David L. Wagner                                          | 1956    |          | Estados Unidos                           | Lepidoptera                                             |
| Johan August Wahlberg                                    | 1810    | 1856     | Suécia                                   | Coleoptera, Lepidoptera                                 |
| Peter Fredrik Wahlberg                                   | 1800    | 1877     | Suécia                                   |                                                         |
| Charles Athanase Walckenaer                              | 1771    | 1852     | França                                   |                                                         |
| Johann Fischer von Waldheim                              | 1771    | 1853     | Alemanha                                 |                                                         |
| Francis Walker                                           | 1809    | 1874     | Reino Unido                              |                                                         |
| James John Walker                                        | 1851    | 1939     | Reino Unido                              |                                                         |
| Hans Daniel Johan Wallengren                             | 1823    | 1894     | Suécia                                   |                                                         |
| Nadia Waloff                                             | 1909    | 2001     | Inglaterra                               |                                                         |
| Benjamin Dann Walsh                                      | 1808    | 1869     | Estados Unidos                           |                                                         |
| Joseph Waltl                                             | 1805    | 1888     | Alemanha                                 | Coleoptera                                              |
| Doug Waterhouse                                          | 1916    | 2000     | Austrália                                |                                                         |
| Frederick George Waterhouse                              | 1815    | 1898     | Austrália                                |                                                         |
| George Robert Waterhouse                                 | 1810    | 1888     | Reino Unido                              |                                                         |
| Charles Owen Waterhouse                                  | 1843    | 1917     | Reino Unido                              | Coleoptera                                              |
| Friedrich Weber                                          | 1781    | 1823     | Alemanha                                 |                                                         |
| John Jenner Weir                                         | 1822    | 1894     | Reino Unido                              | Lepidoptera                                             |
| Torkel Weis-Fogh                                         | 1922    | 1975     | Dinamarca                                | Orthoptera                                              |
| Donald M. Weisman                                        | 1924    | 2016     | Estados Unidos                           |                                                         |
| Constantin Wesmael                                       | 1798    | 1872     | Bélgica                                  | Hymenoptera                                             |
| Mary Jane West-Eberhard                                  | 1941    |          | Estados Unidos                           | Hymenoptera                                             |
| Bernt Wilhelm Westermann                                 | 1781    | 1868     | Dinamarca                                |                                                         |
| John O. Westwood                                         | 1805    | 1893     | Reino Unido                              | Formicidae                                              |
| George C. Wheeler                                        | 1897    | 1991     | Estados Unidos                           |                                                         |
| William Morton Wheeler                                   | 1865    | 1937     | Estados Unidos                           | Formicidae                                              |
| Amoret Whitaker                                          |         |          | Reino Unido                              |                                                         |
| Adam White                                               | 1817    | 1879     | Reino Unido                              |                                                         |
| Francis Buchanan White                                   | 1842    | 1894     | Reino Unido                              |                                                         |
| Christian Rudolph Wilhelm Wiedemann                      | 1770    | 1840     | Alemanha                                 | Diptera                                                 |
| Vincent Wigglesworth                                     | 1899    | 1994     | Reino Unido                              |                                                         |
| Benjamin Wilkes                                          |         | c. 1749  | Reino Unido                              | Lepidoptera                                             |
| Carrington Bonsor Williams                               | 1889    | 1981     | Reino Unido                              | Entomologia económica, migração, ecologia               |
| Carroll Williams                                         | 1916    | 1991     | Estados Unidos                           |                                                         |
| Samuel Wendell Williston                                 | 1851    | 1918     | Estados Unidos                           | Diptera                                                 |
| E. O. Wilson                                             | 1929    | 2021     | Estados Unidos                           | Formicidae                                              |
| Johannes Winnertz                                        | 1800    | 1896     | Alemanha                                 | Diptera                                                 |
| Wilhelm von Winthem                                      | 1799    | 1847     | Alemanha                                 | Diptera, Hymenoptera                                    |
| Heinrich Wolf                                            | 1924    | 2004     | Alemanha                                 | Hymenoptera                                             |
| Johann Friedrich Wolff                                   | 1778    | 1806     | Alemanha                                 | Hymenoptera                                             |
| Thomas Vernon Wollaston                                  | 1822    | 1878     | Reino Unido                              | Coleoptera                                              |
| Charles W. Woodworth                                     | 1865    | 1940     | Estados Unidos                           | Entomologia económica                                   |
| Thomas Workman                                           | 1844    | 1900     | Irlanda                                  | Lepidoptera                                             |
| Frederik Maurits van der Wulp                            | 1818    | 1899     | Países Baixos                            | Diptera                                                 |
| Mark Alexander Wynter-Blyth                              | 1906    | 1963     | Reino Unido / Índia                      |                                                         |
| Philogène Auguste Galilée Wytsman                        | 1866    | 1925     | Bélgica                                  |                                                         |
| Philipp Christoph Zeller                                 | 1808    | 1883     | Alemanha                                 |                                                         |
| Hans Zerny                                               | 1887    | 1945     | Áustria                                  | Lepidoptera                                             |
| Johan Wilhelm Zetterstedt                                | 1785    | 1875     | Suécia                                   | Diptera, Hymenoptera                                    |
| Daniel Ziegler                                           | 1804    | 1876     | Estados Unidos                           |                                                         |
| Elwood Zimmerman                                         | 1912    | 2004     | Estados Unidos                           | Coleoptera                                              |
| Johann Leopold Theodor Friedrich Zincken                 | 1770    | 1856     | Alemanha                                 |                                                         |
| Fritz Konrad Ernst Zumpt                                 | 1908    | 1985     | Alemanha / África do Sul                 | Diptera                                                 |
| Eduard Wilhelm Steinheil                                 | 1830    | 1879     | Alemanha                                 | Coleoptera                                              |
| Max Liebke                                               | 1892    | 1947     | Alemanha                                 | Coleoptera                                              |